# Epidata
EpiData是一个既可以用于创建数据结构文档，也可以用于数据定量分析一组应用工具的集合。EpiData协会于1999年在丹麦成立。EpiData采用Pascal开发。在允许的情况下，尽可能地使用开放标准（如HTML）。

## Epidata的使用
Epidata可以用于数据录入和简单的数据分析。如果需要对数据做复杂的分析可以将录入的数据导入其他专业统计分析软件处理。